# Веслування на байдарках і каное на Європейських іграх 2023 — байдарки-двійки, 200 метрів (мікст)
Змагання з веслування на байдарках-двійках на дистанції 200 м серед змішаних екіпажів на Європейських іграх 2023 відбулися 22 - 24 червня 2023 року. Участь взяли 40 спортсменів з 20 країн.

## Призери
| Золото                                       | Срібло                               | Бронза                           |
| Португалія Марія Тереса Портела Кевін Сантос | Данія Емма Єргенсен Магнус Сібберсен | Німеччина Лена Ролінгс Якоб Шопф |

## Розклад
| Заїзд      | Дата      | Час    |
| ---------- | --------- | ------ |
| Заїзд 1    | 22 червня | 18:31  |
| Заїзд 2    | 22 червня | 18:38  |
| Заїзд 3    | 22 червня | 18:45  |
| Півфінал 1 | 23 червня | 18:54  |
| Півфінал 2 | 23 червня | 19:401 |
| Фінал B    | 24 червня | 15:35  |
| Фінал A    | 24 червня | 15:44  |

### Заїзди
Переможці виходять до фіналу, інші - до півфіналу.
| Місце | Доріжка | Каноїстка                         | Країна     | Час    | Примітки |
| ----- | ------- | --------------------------------- | ---------- | ------ | -------- |
| 1     | 6       | Марія Тереса Портела Кевін Сантос | Португалія | 34.395 | F        |
| 2     | 8       | Анна Луч Бенце Вайда              | Угорщина   | 35.381 | SF       |
| 3     | 3       | Меланья Камань Карліс Думпіс      | Латвія     | 35.457 | SF       |
| 4     | 5       | Карлос Гарроте Ізабель Контрерас  | Іспанія    | 35.745 | SF       |
| 5     | 7       | Марія Достанич Боян Зделар        | Сербія     | 36.149 | SF       |
| 6     | 2       | Анна Легачі Тімон Маурер          | Австрія    | 36.357 | SF       |
| 7     | 4       | Еміркан Аяклі Хіляль Авчі         | Туреччина  | 37.097 | SF       |

| Місце | Доріжка | Каноїстка                                | Країна     | Час    | Примітки |
| ----- | ------- | ---------------------------------------- | ---------- | ------ | -------- |
| 1     | 2       | Наталія Докієнко Олександр Зайцев        | Україна    | 35.074 | FA       |
| 2     | 8       | Магнус Іварсен Крістін Амундсен          | Норвегія   | 35.886 | SF       |
| 3     | 5       | Деніс Мисак Б'янка Сидова                | Словаччина | 36.332 | SF       |
| 4     | 3       | Александра Міхалашвілі Васелін Вальчаков | Болгарія   | 37.216 | SF       |
| 5     | 6       | Нетта Малкінсон Став Мізрахі             | Ізраїль    | 37.500 | SF       |
| 6     | 7       | Капучін Дебу Стівен Анрі                 | Франція    | 37.638 | SF       |
| 7     | 4       | Даріуш Захарія Камелія Мінча             | Румунія    | 40.204 | SF       |

#### Заїзд 3[3]
| Місце | Доріжка | Байдарочник                         | Країна    | Час    | Примітки |
| ----- | ------- | ----------------------------------- | --------- | ------ | -------- |
| 1     | 4       | Катаржина Колодзейчик Якуб Степун   | Польща    | 34.949 | FA       |
| 2     | 5       | Емма Єргенсен Магнус Сібберсен      | Данія     | 34.979 | SF       |
| 3     | 6       | Лена Ролінгс Якоб Шопф              | Німеччина | 35.075 | SF       |
| 4     | 2       | Анже Уранкар Шпела Янич             | Словенія  | 35.257 | SF       |
| 5     | 3       | Крістіна Петракка Алессандро Гнеккі | Італія    | 35.541 | SF       |
| 6     | 7       | Теодор Орбан Джулія Лагерстам       | Швеція    | 36.029 | SF       |

### Півфінали
Перші три човни виходять до фіналу A, наступні дев'ять найкращих човни виходять до фіналу B, решта - завершують змагання. 
| Місце | Доріжка | Каноїстка                        | Країна     | Час    | Примітки |
| ----- | ------- | -------------------------------- | ---------- | ------ | -------- |
| 1     | 6       | Лена Ролінгс Якоб Шопф           | Німеччина  | 34.194 | FA       |
| 2     | 7       | Карлос Гарроте Ізабель Контрерас | Іспанія    | 34.464 | FA       |
| 3     | 5       | Анна Луч Бенце Вайда             | Угорщина   | 34.568 | FA       |
| 4     | 3       | Анже Уранкар Шпела Янич          | Словенія   | 34.604 | FB       |
| 5     | 8       | Теодор Орбан Джулія Лагерстам    | Швеція     | 34.804 | FB       |
| 6     | 4       | Деніс Мисак Б'янка Сидова        | Словаччина | 35.158 | FB       |
| 7     | 1       | Анна Легачі Тімон Маурер         | Австрія    | 35.492 | FB       |
| 8     | 2       | Нетта Малкінсон Став Мізрахі     | Ізраїль    | 36.098 | FB       |
| 9     | 9       | Даріуш Захарія Камелія Мінча     | Румунія    | 41.402 | x        |

| Місце | Доріжка | Каноїстка                                | Країна    | Час    | Примітки |
| ----- | ------- | ---------------------------------------- | --------- | ------ | -------- |
| 1     | 4       | Емма Єргенсен Магнус Сібберсен           | Данія     | 35.163 | FA       |
| 2     | 6       | Меланья Камань Карліс Думпіс             | Латвія    | 35.427 | FA       |
| 3     | 2       | Крістіна Петракка Алессандро Гнеккі      | Італія    | 35.567 | FA       |
| 4     | 7       | Марія Достанич Боян Зделар               | Сербія    | 35.659 | FB       |
| 5     | 5       | Магнус Іварсен Крістін Амундсен          | Норвегія  | 35.851 | FB       |
| 6     | 8       | Капучін Дебу Стівен Анрі                 | Франція   | 36.907 | FB       |
| 7     | 1       | Еміркан Аяклі Хіляль Авчі                | Туреччина | 37.003 | FB       |
| 8     | 3       | Александра Міхалашвілі Васелін Вальчаков | Болгарія  | 37.103 | x        |

### Фінали
| Місце | Доріжка | Каноїстка                           | Країна     | Час    | Примітки |
| ----- | ------- | ----------------------------------- | ---------- | ------ | -------- |
| 1     | 5       | Марія Тереса Портела Кевін Сантос   | Португалія | 34.260 |          |
| 2     | 7       | Емма Єргенсен Магнус Сібберсен      | Данія      | 34.572 |          |
| 3     | 3       | Лена Ролінгс Якоб Шопф              | Німеччина  | 34.700 |          |
| 4     | 4       | Наталія Докієнко Олександр Зайцев   | Україна    | 34.888 |          |
| 5     | 8       | Карлос Гарроте Ізабель Контрерас    | Іспанія    | 35.208 |          |
| 6     | 9       | Крістіна Петракка Алессандро Гнеккі | Італія     | 35.336 |          |
| 7     | 6       | Катаржина Колодзейчик Якуб Степун   | Польща     | 35.468 |          |
| 8     | 2       | Меланья Камань Карліс Думпіс        | Латвія     | 35.488 |          |
| 9     | 1       | Анна Луч Бенце Вайда                | Угорщина   | 35.772 |          |

| Місце | Доріжка | Каноїстка                       | Країна     | Час    | Примітки |
| ----- | ------- | ------------------------------- | ---------- | ------ | -------- |
| 10    | 5       | Анже Уранкар Шпела Янич         | Словенія   | 35.360 |          |
| 11    | 3       | Теодор Орбан Джулія Лагерстам   | Швеція     | 35.388 |          |
| 12    | 7       | Деніс Мисак Б'янка Сидова       | Словаччина | 35.536 |          |
| 13    | 6       | Магнус Іварсен Крістін Амундсен | Норвегія   | 35.844 |          |
| 14    | 4       | Марія Достанич Боян Зделар      | Сербія     | 35.956 |          |
| 15    | 1       | Анна Легачі Тімон Маурер        | Австрія    | 36.434 |          |
| 16    | 9       | Нетта Малкінсон Став Мізрахі    | Ізраїль    | 36.622 |          |
| 17    | 2       | Капучін Дебу Стівен Анрі        | Франція    | 37.062 |          |
| 18    | 8       | Еміркан Аяклі Хіляль Авчі       | Туреччина  | 37.782 |          |